# Behind the Orange Curtain
Behind the Orange Curtain è un live album dei BulletBoys, uscito il 3 aprile 2007 per l'Etichetta discografica Crash Music Inc.

## Tracce
1. Hard as a Rock
2. Hell on My Heels
3. Shoot the Preacher Down
4. For the Love of Money
5. Hang on St. Christopher
6. THC Groove
7. When Pigs Fly
8. Walls
9. F#9
10. Toy
11. Shake Me Awake
12. Smooth Up in Ya

## Formazione
- Marq Torien - voce
- Thomas Pittam - chitarra
- Jimmy Nelson - basso, cori
- Pete Newman - batteria